# Cephea octostyla
Cephea octostyla är en manetart som först beskrevs av Forskål 1775.  Cephea octostyla ingår i släktet Cephea och familjen Cepheidae. Inga underarter finns listade i Catalogue of Life.